# Ardisia lewisii
Ardisia lewisii är en viveväxtart som beskrevs av Cyrus Longworth Lundell. Ardisia lewisii ingår i släktet Ardisia och familjen viveväxter. Inga underarter finns listade i Catalogue of Life.